# Désir sexuel
Pour les articles homonymes, voir Libido.

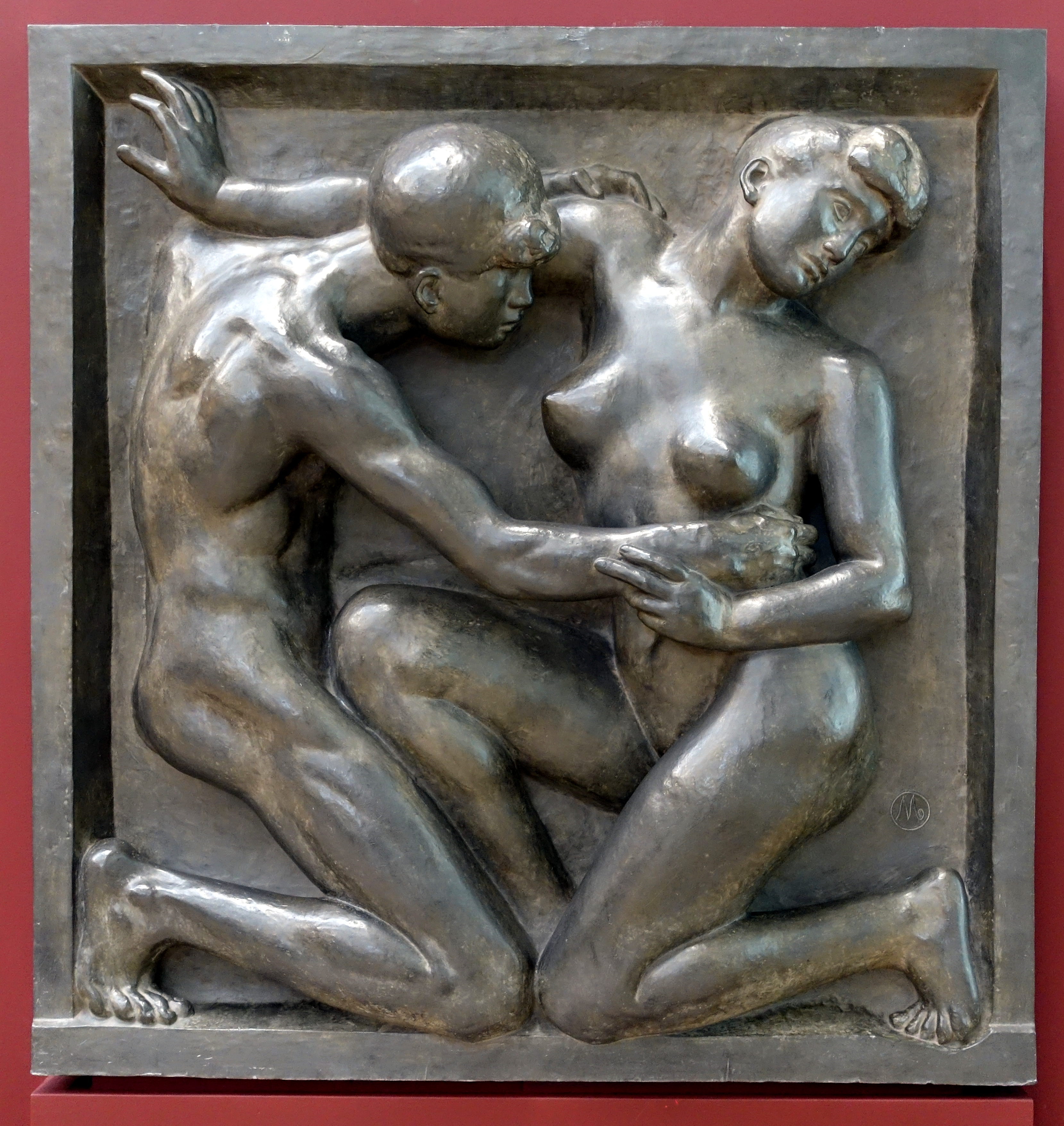
Désir, haut-relief d'Aristide Maillol (1907).

Le désir sexuel est une émotion où une personne souhaite vivre un acte sexuel, avec autrui ou non. Le désir que l'on éprouve dépend de son propre état, des sentiments pour l'autre à ce moment, des interactions et de la situation. Ce sentiment est appelé libido. Le fait qu'un contexte ne se prête pas à l'acte n'empêche pas le désir sexuel, et inversement un désir même réciproque n'implique pas un passage à l'acte. Le désir partagé par les partenaires est néanmoins la motivation naturelle de l'acte sexuel. Le désir est lié au consentement sexuel.
Le désir croît spontanément et s'accompagne d'excitation sexuelle physique lors de contacts sensuels, y compris par le regard, la parole ou le jeu. L'orgasme met le plus souvent fin à l'acte sexuel car il entraîne une libération de prolactine dans l'hypophyse, ce qui produit une importante réduction du désir sexuel chez l'homme comme chez la femme,.
La manifestation du désir varie grandement suivant les personnes et les périodes de la vie, mais aussi la culture et le genre. On nomme parfois ce trait de l'humain « pulsion sexuelle », notamment en psychanalyse. On peut désirer des gens d'un sexe exclusivement (homosexualité ou hétérosexualité) ou au contraire des deux sexes (bisexualité), indifféremment (pansexualité). Certaines personnes peuvent aussi avoir du désir sexuel sans qu'il soit dirigé vers quelqu'un, ou même ne pas avoir de désir sexuel (asexualité).

## Désir et nature

### Physiologie du désir
L'attirance sexuelle (ou attraction sexuelle) est l'attirance, entre deux individus d'une espèce utilisant la reproduction sexuée, qui les pousse à réaliser la copulation ou des activités érotiques.
Plusieurs hypothèses dans la théorie de l'évolution suggèrent que certaines caractéristiques des organismes,
qui provoqueraient de l'attirance sexuelle, ont été sélectionnés par l'évolution[pas clair] pour augmenter les chances de reproduction avec le partenaire le plus approprié.
Parmi ces caractéristiques, dites caractères sexuels secondaires, citons la roue des paons, la dimension des bois des cerfs, la peau sexuelle des primates ; parmi les humains, le volume des seins, la jeunesse et le faible rapport taille-hanche des femmes,, la forte masse musculaire et la faible masse grasse des hommes,,,.
La nature de l'attirance sexuelle[pas clair] ne semble pas être uniquement biologique. Ainsi plusieurs facteurs attractifs populaires, tes que le volume des seins ou le rapport taille-hanche faible de la femme, pourraient correspondre à des préférences sexuelles apprises en raison de caractéristiques culturelles particulières[pas clair].

### Attirance humaine
Les préférences sexuelles correspondent au développement, en raison des expériences sexuelles vécues au cours de la vie, de préférences pour certaines activités et caractéristiques : baiser, coït vaginal ou anal, fellation… ; les positions sexuelles, l'utilisation de certains jouets sexuels ; le genre, l'âge et le nombre de(s) partenaire(s) ; les lieux et l'heure de l'activité sexuelle, etc.
Chez les mammifères non-primates (rongeurs, canidés, félidés, bovidés, équidés…), il existe des processus neurobiologiques spécifiques et des caractéristiques particulières qui sont à l'origine de l'apparition de préférences pour certains partenaires. Chez les hominidés (être humain, chimpanzé, bonobo, orang outan, gorille), en raison de l'évolution de plusieurs facteurs biologiques majeurs (hormones, phéromones, réflexes copulatoires, cognition…) du comportement sexuel,,, il se forme surtout des préférences sexuelles.

### Développement sexuel
Le développement psychosexuel est un concept multidimensionnel qui recouvre les dimensions anatomiques et physiologique du fonctionnement sexuel (ou de sa genèse) et les aspects psychologiques comme la connaissance, la compréhension, les croyances, les attitudes et les valeurs en rapport avec la sexualité.
Le présent article traite des stades précoces du développement sexuel chez l'humain, avant et au début de la puberté, avant le début de la sexualité adulte : le mot enfant sera employé pour désigner un nourrisson, un jeune enfant, ou un enfant prépubère.

### Troubles, peurs
Voir aussi en anglais : Sexual script theory (en) (schémas de comportement sexuel)

## Désir et idéologies

### Orientation sexuelle
Voir aussi en anglais : Sexual script theory (en) (schémas de comportement sexuel)

### Pressions sur le désir
Voir aussi en anglais : Sexual script theory (en)
Voir aussi : Double contrainte (anglais double bind)

## Études et théories du désir
Voir aussi : Sexologie#Problèmes actuels

### Psychanalyse et libido
En psychanalyse, la libido (du latin : libido) correspond chez Freud à l'énergie de la pulsion sexuelle. La théorie de la libido est au cœur de la métapsychologie, et son évolution suit celle de la théorie des pulsions, laquelle reste toujours dualiste au cours de l'œuvre freudienne. Freud décrit dans les Trois essais sur la théorie sexuelle (1905) comment la notion psychanalytique de la « libido » se vérifie dans la sexualité infantile.
Au moment de la première dualité pulsionnelle partagée entre  « pulsions sexuelles et pulsions du moi (ou d'auto-conservation) », seules les « pulsions sexuelles », sont désignées comme libido, tandis que l'énergie des secondes est dite « énergie des pulsions du moi » (ou « intérêt »). 
Avec Pour introduire le narcissisme (1914) et l'apparition d'une libido narcissique, Freud distingue « libido du moi » (« Moi » compris comme « objet d'amour ») et « libido d'objet » (narcissisme objectal). En 1920, dans Au-delà du principe de plaisir, où Freud oppose les pulsions de vie et les pulsions de mort, la libido sera représentée par la figure deros et assimilée aux pulsions de vie.